# 黑緣棘鯛
黑緣棘鯛為輻鰭魚綱鱸形目鱸亞目鯛科的其中一種，分布於西印度洋的阿曼海域，體長可達14.5公分，棲息在沿海海域，可做為食用魚。